# National Executive Committee of the African National Congress
Le Comité exécutif national du Congrès national africain est l'organe exécutif principal du parti politique sud-africain, le Congrès national africain. Il est élu à chaque conférence nationale. À son tour, le comité exécutif élit un comité de travail national chargé de prendre les décisions au quotidien.
Le 22 septembre 2008, l'ANC a choisi le chef adjoint Kgalema Motlanthe pour remplacer Thabo Mbeki à la présidence jusqu'en avril 2009 au moins, lorsque de nouvelles élections auront lieu. Le porte-parole du caucus parlementaire de l'ANC, KK Khumalo, a déclaré: « Motlanthe sera le président, pas par intérim, il sera le président de la république jusqu'aux élections ». La constitution sud-africaine dispose que « le Parlement élit le président parmi ses membres, dominé par l'ANC depuis 1994 »,

## Voir également
- Membres 2002-2007
- Membres 2007-2012
- Membres 2012-2017
- Membres 2017-2022